# Mourning (Post Malone-dal)
A Mourning Post Malone amerikai rapper és énekes dala, ami 2023. május 19-én jelent meg a Republic és a Mercury Records kiadásában, az előadó második kislemezeként Austin című ötödik stúdióalbumáról. A dal producerei Malone, Andrew Watt, és Louis Bell voltak, illetve ők hárman is szerezték a számot.
A dal videóklipjét, ami még nem jelent meg, Skóciában forgatták.

## Háttér
2023. május 15-én egy Instagramon megosztott videóban Post Malone bejelentette ötödik albuma, az Austin megjelenésének dátumát. Ugyanezen a napon megosztotta, hogy pénteken, május 19-én kiadja a Mourning című kislemezét.

## Kompozíció
A dal egy gitáralapra épül, amit torzított 808-dobok szépítenek a refrénben. A dal produceri munkájáról Noah Grant (HotNewHipHop) azt írta, hogy egyszerre „komoly és álomszerű.”
A dal témáját tekintve nagyon önelemző, beszél arról, hogy mennyire fontos, hogy az ember magát a megfelelő barátokkal vegye körbe, mert másképp kihasználják őt. Ezek mellett az előadó nehezére esik, hogy elfogadja a valóságot, amiben jelenleg él, küzd, hogy feldolgozza érzéseit, amiket évekig alkohollal és kábítószerekkel tompított.

## Kiadások
| Régió       | Dátum           | Formátum(ok)                 | Kiadó            | For. |
| ----------- | --------------- | ---------------------------- | ---------------- | ---- |
| Világszerte | 2023. május 19. | digitális letöltés streaming | Republic Mercury |      |